# Viktor Engelhardt
Viktor Engelhardt, född den 4 augusti 1891, var en tysk kulturfilosof.
Engelhardt sökte i arbetena Weltbild und Weltanschauung vom Altertum bis Gegenwart (1921), Die deutsche Jugendbewegung als kulturhistorisches Phänomen (1923) och An der Wende des Zeitalters (1925) tillämpa kulturfilosofin på det offentliga livets problem. Han var främst verksam under mellankrigstiden men publicerade enstaka verk ännu på 1950-talet, bland annat Kirche und Film (1958).